# Кальонджу, Омер
Омер Кальонджу (тур. Ömer Kalyoncu; род. 16 октября 1950, Кирения) — государственный и политический деятель частично признанной Турецкой Республики Северного Кипра. С июля 2015 по апрель 2016 года занимал должность премьер-министра ТРСК.

## Биография
Родился 16 октября 1950 года в Киринии. Обучался на кафедре химической инженерии в Ближневосточном техническом университете, состоял в студенческих ассоциациях. По возвращении на Кипр работал администратором, а затем руководителем Ассоциации революционной молодежи.
В 1973 году стал членом Республиканской турецкой партии (CTP), где со временем стал занимать высокие должности, включая членство в Центральном административном совете. В 1993 году был впервые избран в Ассамблею Турецкой Республики Северного Кипра от района Кириния на парламентских выборах 1993 года. Работал министром труда и социального обеспечения с 11 декабря 1995 года по 16 августа 1996 года. Был переизбран в Ассамблею ТРСК на парламентских выборах в 1998 и 2003 годах, а затем до 2005 года занимал должность министра общественных работ и транспорта в коалиции Республиканской турецкой партии и Демократической партии ТРСК.
В 2011 году Омер Кальонджу выдвинул свою кандидатуру на руководителя партии. На выборах ему противостояли Озкан Йорганджиоглу и Мехмет Чаглар, в результате Омер Кальонджу занял второе место и должен был состояться второй тур между ним и Йорганджиоглу. Однако, Кальонджу снял свою кандидатуру и Озкан Йорганджиоглу стал лидером партии.
В июне 2015 года, после того как Мехмет Али Талат стал руководителем Республиканской турецкой партии, кабинет министров под руководством бывшего лидера партии Озкана Йорганджиоглу перестал существовать. Омеру Кальонджу было поручено сформировать новое правительство. 9 июля 2015 года было объявлено, что правительство будет сформировано с Партией национального единства.